# Eugen Menken
Eugen Menken (* 23. Juli 1929; † 4. Dezember 2008) war ein deutscher Jurist.
Eugen Menken war Verkehrsrichter am Amtsgericht Köln. Er war für seine humoristischen Urteilsbegründungen bekannt, darunter das bekannte Brauereipferd-Urteil aus dem Jahre 1984, kurz Dat Sesterpääd (hochdeutsch: Das Sesterpferd) genannt (Amtsgericht Köln, 12. Oktober 1984, Az.: 226 C 356/84). Dabei ging es um das Kutschenpferd eines Fuhrwerks der Brauerei Sester, das eine Beule in ein Auto getreten hatte, während das Fuhrwerk vor einer Kneipe stand. Im Urteil rügte der Richter den Kutscher: „Es hätte genügt, wenn er die Pferde mit an die Theke genommen hätte, wo sie sich als echte Kölsche Brauereipferde sicherlich wohler gefühlt hätten als draußen im Regen.“ Die Brauerei wurde zu 1950 Mark Schadenersatz verurteilt.
Das in der Neuen Juristischen Wochenschrift (NJW) veröffentlichte Urteil verleitete bundesweit weitere Gerichte dazu, Urteile humoristisch abzufassen, was den Münchner Professor Hans Putzo, auch Vorsitzender Richter am Bayerischen Obersten Landesgericht, zu heftiger Kritik an der „Welle von satirisch abgefaßten oder mit Sarkasmus überfrachteten Urteilen“ veranlasste.
Ebenfalls um eine Blötsche (Beule) ging es in seinem bundesweit beachteten Urteil zu einem Verkehrsunfall am Wieverfastelovend (Weiberfastnacht) 1984 zwischen einer Pkw-Fahrerin und einem Bus voller Treuer Husaren, in welchem Menken in ergänzenden, nicht tragenden Urteilsgründen ausführte, dass es den Treuen Husaren schon nach "Cöllnischem Recht" verwehrt gewesen sei, "in historisch bewährter Einmütigkeit der Beklagten die Schuld an dem Verkehrsunfall in die Schuhe" zu schieben, "obwohl diese ein Mädchen war".
Von April bis August 1999 war Menken als Richter in der TV-Gerichtssendung Streit um drei im ZDF zu sehen, der ersten ihrer Art im deutschen Fernsehen. Angeblich war es auch Menkens Schuld, dass in Köln die Gelbphase an Ampeln länger dauert als in anderen Großstädten, weil er unzählige Verfahren gegen nicht zahlungswillige Rotlicht-Sünder eingestellt hatte mit der Begründung: „Ich kann nicht jemanden wegen eines Rotlicht-Verstoßes verknacken, wenn die Gelbphase so kurz ist, dass man nicht vernünftig bremsen kann!“
Nach seiner Pensionierung als Richter war Eugen Menken weiter als Rechtsanwalt tätig.

## Publikationen
- Die Rechtsbeziehungen zwischen Verwaltungsbehörde, Betroffenem und Gutachter bei der medizinisch-psychologischen Fahreignungsbegutachtung. Köln. Verlag TÜV Rheinland, 1980
- Mit H. Diether Ebeler: Der 7. Siebte Sinn. Der grosse Ratgeber zur erfolgreichen ARD-Fernsehserie. Im Auftr. d. WDR. 1986